# Вазюлин, Виктор Алексеевич
Ви́ктор Алексе́евич Вазю́лин (30 августа 1932, дер. Солманово, Звенигородский район, РСФСР, СССР — 8 января 2012 года, Москва, Россия) — советский и российский философ, специалист в области диалектической логики и марксистской теории познания, доктор философских наук, профессор, создатель и руководитель Международной логико-исторической школы.
Жизнь и научная работа Вазюлина были неразрывно связаны с философским факультетом МГУ: здесь после окончания пяти курсов он защитил кандидатскую и докторскую диссертации, а также более тридцати лет вёл преподавание и осуществлял научное руководство.
Общее направление исследований Вазюлина — теория и логика «Капитала» Карла Маркса. Он впервые выявил систему категорий диалектического метода «Капитала», установил сходство и различие с системой логики Гегеля, систематически выделил рациональное содержание логики Гегеля. Вазюлин вскрыл закономерную структуру заблуждений в процессе развития научного познания, а также предложил и обосновал новое понимание истории человечества, в том числе новое понимание структуры человеческого общества и закономерного спиралевидного хода всей его истории. Вазюлин начал «снятие» марксизма, полное осуществление которого возможно лишь при переходе на более высокую, нежели капиталистическая, стадию развития человеческого общества.

## Биография
Виктор Алексеевич Вазюлин родился 30 августа 1932 года в деревне Солманово Звенигородского района Московской области. Окончил философский факультет МГУ (1955), там же проходил аспирантуру («Развитие проблемы исторического и логического в экономических трудах К. Маркса и Ф. Энгельса в 50—60-х гг. XIX в.», 1962) и докторантуру («Система категорий диалектической логики в „Капитале“ К. Маркса», 1972). Работал на кафедре истории марксистско-ленинской философии того же факультета: вначале младшим научным сотрудником (1962—1967), затем доцентом (1967—1979), а ещё позже — профессором (1979—1992). С 1992 года — профессор кафедры этики философского факультета МГУ. Награждён медалью «Ветеран труда». Скончался 8 января 2012 года в Москве.

## Научный вклад

### Формирование научных интересов
На склоне лет отвечая на вопрос о причинах, побудивших поступить на философский факультет, Вазюлин назвал роман Н. Чернышевского «Что делать?», а также общий склад своего характера в целом. Впрочем, оказавшись в стенах философского факультета, Виктор Алексеевич быстро разочаровался в общем состоянии науки и методах её преподавания на факультете: философия в изложении советских профессоров казалась сухой и безжизненной, лишённой реальной почвы и изучаемой ради самой себя, в отрыве от всех других наук. На фоне такой ситуации глубокий и непереходящий интерес у Вазюлина вызвал «Капитал» Маркса как реальный предмет приложения философских проблем:

На третьем курсе философского факультета я пришёл к кризису из-за пустой, бессодержательной, поверхностной априорности содержания учебников и другой советской философской марксистской послевоенной литературы, в том числе и очень популярного учебника, так называемой «Серой лошади». Философия в этом учебнике представала как игрушка, как искусство для искусства. Но не как средство преобразования общества. Авторы этого учебника наполняли головы сведениями разного рода, а зачем наполняли — непонятно. К этой же категории авторов можно отнести и Т. И. Ойзермана. Когда он нам читал спецкурс по классической немецкой философии, то это был пересказ, поверхностный пересказ работ классиков немецкой классической философии. У меня возник кризис, и я начал читать (это было уже на четвёртом курсе) диссертации, которые тогда на философском факультете каждому студенту по читательскому билету были легко доступны. Как раз в то время диссертацию написал Э. В. Ильенков. Диссертация лежала в библиотеке факультета. Очень интересная диссертация была подготовлена А. Л. Субботиным. Определённый ажиотаж вызвала диссертация А. А. Зиновьева. На меня эта работа произвела впечатление пустой. А вот что касается Э. В. Ильенкова, то он будил мысль, это была единственная работа, в которой ощущалась живая мысль, в которой ощущалось, что человек думает над реальными проблемами. Вот после этого я занялся «Капиталом», детально изучал и диплом посвятил простейшим отношениям в первом отделе I тома, а главным образом — в первой главе «Капитала».

Сам Ильенков, по мнению Вазюлина, воспринял свой интерес от работ М. М. Розенталя, а тот в свою очередь продолжал линию довоенных исследователей, чьи работы не были по сути научными, а являли собой компиляции цитат классиков. Вазюлин неоднократно отмечал, что с самого начала у него с Ильенковым, чьи семинары он посещал в числе небольшой группы из пяти-шести студентов (вместе с ним лекции посещали В. А. Лекторский, Г. С. Батищев), возникли расхождения во взглядах на некоторые важные вопросы, поэтому он никогда не причислял себе к школе Ильенкова и не является его учеником. Более того, Виктор Алексеевич признавал, что по сути не имел научного руководителя и в аспирантские годы был предоставлен сам себе. Такого же принципа «невмешательства» он придерживался и в будущем по отношению к своим собственным аспирантам.

### Сходство и отличия логики Гегеля и Маркса в целом
Нельзя вполне понять „Капитала" Маркса и особенно его I главы, не проштудировав и не поняв всей Логики Гегеля. Следовательно, никто из марксистов не понял Маркса 1⁄2 века спустя!!.
Обращаясь к сопоставлению объективной логики «Капитала» с объективной логикой Гегеля, Вазюлин приходит к выводу, что начало логики «Капитала» совпадает с началом логики Гегеля, который начинает изложение движения мышления с непосредственного знания, с неопределённого бытия, однако с другой стороны он находит принципиальное различие между началом названных логик. Если у Маркса речь идёт о воссоздании в мышлении специфического, определённого предмета, существующего вне и независимо от существования мышления, то у Гегеля мышление в конечном счёте постигает только абсолютную идею, которой фактически оказывается современная Гегелю система логических категорий. Мышление было понято Гегелем как объективный процесс, не зависящий ни от произвола отдельного человека, ни от произвола человечества, однако вместе с этим он абсолютизировал мышление, превратил его в процесс совершенно самостоятельный в самой своей основе. Натолкнувшись на объективный характер мышления, на его известную независимость в любую данную эпоху от отдельного человека и человечества, обнаружив, что каждое поколение человечества вынуждено считаться с уже имеющимися категориями как данными, Гегель оказался не в состоянии объяснить происхождение категорий, и поэтому объективность мышления выступила в качестве абсолютной самостоятельности мышления. Система категорий современной мыслителю эпохи представилась ему вечной, неизменной, абсолютной. Движение мышления превращается Гегелем в беспредпосылочное. Мышление оказывается совершенно самостоятельной деятельностью, самопорождающей понятия из своей стихии. Между тем, заключает Вазюлин, действительный переход от понятия к понятию, от категории к категории в процессе познания есть переход от известного понятия, категории к неизвестным, непознанным ещё понятиям, категориям и совершается он при том условии, что в сознании исследователя «витает» реальный объект, независимый от исследователя, данный в живом созерцании, и каждый шаг движения мышления должен сообразовываться с данными живого созерцания. Поэтому у Маркса переход от категории к категории совершается совершенно иначе: посылка, принятая непосредственно, без теоретического доказательства, заставляет обратиться к таким-то данным живого созерцания, к фактам, к практике, к осмыслению фактов в единстве с имеющейся посылкой, принятой в качестве как бы априорной. С одной стороны, принятая посылка заставляет выбирать вполне определённые факты, с другой стороны, сами факты обнаруживают свою связь и диктуют переход от одной категории к другой.
Гегелевская логика, отмечает Вазюлин, не есть логика качественно определённого предмета, это логика предмета вообще. Поэтому Гегель не мог обнаружить взаимодействие качественно различных, специфических систем взаимосвязей сторон различных предметов в своей логике. Он увидел одну-единственную систему внутренних взаимосвязей и счёл, что все её стороны возникают внутри этой системы. Логика К. Маркса есть логика определённого предмета вообще, и если каждый развивающийся предмет представляет собой внутреннее единство многообразных сторон, то встаёт вопрос о взаимодействии различных развивающихся предметов. Тогда оказывается, что не все стороны развивающегося предмета полностью порождены его развитием, но что этот предмет, необходимо возникая из других предметов, процессов включает те или иные их стороны, преобразуя их, подчиняя своему движению, превращая в свои «органы». Таким образом логика Маркса снимает ограниченность логики Гегеля.

### Спиралевидная структура «Капитала» и познания в целом
Поскольку для Гегеля предмет логики отождествлялся с логикой, и поскольку Гегеля интересовала логика вообще, то у него не возникло проблемы логики определённого предмета. Маркс же рассматривает капитализм в качестве исторически определённого развивающегося предмета. Более развитый предмет сохраняет в себе необходимую предпосылку своего возникновения и развития в преобразованном виде и в качестве своего момента. А этот момент сам имеет бытие, сущность, явление, действительность, которые, однако, рассматриваются лишь постольку, поскольку это необходимо для отображения более развитого предмета. Именно поэтому, согласно Вазюлину, логика «Капитала» более сложна, чем логика Гегеля.
Ещё в своих ранних работах Вазюлин пришёл к выводу, что общий ход движения мысли Маркса в первых трёх, теоретических, томах «Капитала» таков: от бытия капитала (от капиталистического товара и денег) исследователь переходит к сущности капитала как таковой, независимо от форм её проявления (к процессу производства капитала); затем Маркс, продолжая углублять рассмотрение капитала, начинает возвращаться к его «поверхности», но теперь «поверхность» фиксируется не непосредственно, а на основе познанной сущности, то есть как явление сущности (процесс капиталистического обращения). Дальнейшее движение к «поверхности» капитала на основе познанной сущности приводит к характеристике форм, вытекающих из единства производства и обращения, из единства сущности и явления капитала, то есть к действительности капитала (единству процессов капиталистического производства и обращения). Таким образом, развитие мысли К. Маркса в «Капитале» представляет собой отрицание отрицания, или виток спирали. При этом, если все теоретические части «Капитала» образуют большой виток спирали, то сфера бытия, которой в общем и целом соответствует отдел о товаре и деньгах, сама представляет собой виток спирали. По мнению Вазюлина, она в свою очередь тоже состоит из бытия, сущности самой по себе, явления и действительности. При этом, в логике Гегеля, по мнению Вазюлина, имеется лишь один виток спирали типа: непосредственное — сущность сама по себе — явление — действительность.
Поскольку товар и деньги существуют и до и после капитализма, то и в них должны быть выделены сферы бытия, сущности, явления, действительности. По утверждению Вазюлина, потребительная стоимость есть бытие товара; стоимость — сущность товара, формы стоимости (в том числе и денежная) — явления товара; процесс обмена товаров, деньги или обращение товаров — действительность товара. Бытие предмета снимается в сущности предмета, двойственность бытия предмета снимается в двойственности сущности: бытие бытия предмета (потребительная стоимость как бытие предмета «товар», являющего бытием предмета «капитал») снимается в несущественной стороне сущности (процесс труда), а сущность бытия предмета (стоимость как сущность предмета «товар», являющего бытием предмета «капитал») снимается в существенной стороне сущности (процесс возрастания стоимости).
| Сравнение логических категорий в «Науке логики» Гегеля и «Капитале» Маркса | Сравнение логических категорий в «Науке логики» Гегеля и «Капитале» Маркса | Сравнение логических категорий в «Науке логики» Гегеля и «Капитале» Маркса                                                                         | Сравнение логических категорий в «Науке логики» Гегеля и «Капитале» Маркса | Сравнение логических категорий в «Науке логики» Гегеля и «Капитале» Маркса |
| Витки спирали                                                              | Сфера                                                                      | «Наука логики» Гегеля | «Капитал» Маркса | *                                                                          |
| -------------------------------------------------------------------------- | -------------------------------------------------------------------------- | --- | --- | -------------------------------------------------------------------------- |
| Малый виток (товар как бытие капитала)                                     | Бытие товара как бытия капитала                                            | Бытие | Товар есть товар | [ А 7 ]                                                                    |
| Малый виток (товар как бытие капитала)                                     | Бытие товара как бытия капитала                                            | Становление | Товар есть капитал и не есть просто товар | [ А 7 ]                                                                    |
| Малый виток (товар как бытие капитала)                                     | Бытие товара как бытия капитала                                            | Наличное бытие | Товар как товар есть потребительская стоимость | [ А 7 ]                                                                    |
| Малый виток (товар как бытие капитала)                                     | Бытие товара как бытия капитала                                            | Различие | Потребительские стоимости отличаются между собой | [ А 7 ]                                                                    |
| Малый виток (товар как бытие капитала)                                     | Бытие товара как бытия капитала                                            | Налично сущее, нечто | Потребительская стоимость со снятым различием, которое является несущественным | [ А 7 ]                                                                    |
| Малый виток (товар как бытие капитала)                                     | Бытие товара как бытия капитала                                            | Качество | Потребительская стоимость | [ А 8 ]                                                                    |
| Малый виток (товар как бытие капитала)                                     | Бытие товара как бытия капитала                                            | Количество | Стоимость, представленная чисто количественно | [ А 8 ]                                                                    |
| Малый виток (товар как бытие капитала)                                     | Бытие товара как бытия капитала                                            | Мера как отрицание безразличного количества | Человеческий труд | [ А 8 ]                                                                    |
| Малый виток (товар как бытие капитала)                                     | Сущность товара                                                            | Видимость как бытие лишённое сущности | Потребительная стоимость как несущественное и подлежащее отвлечению при выделении существенного                                                                                    | [ А 9 ]                                                                    |
| Малый виток (товар как бытие капитала)                                     | Сущность товара                                                            | Существенное тождество как отрицание меры и возвращение к качеству                                                                                 | Абстрактный труд как одинаковый труд | [ А 10 ]                                                                   |
| Малый виток (товар как бытие капитала)                                     | Сущность товара                                                            | Сущность | Стоимость товара | [ А 11 ]                                                                   |
| Малый виток (товар как бытие капитала)                                     | Сущность товара                                                            | Субстанция, производящая сущность | Абстрактный труд | [ А 11 ]                                                                   |
| Малый виток (товар как бытие капитала)                                     | Явление товара                                                             | Явление есть непосредственное, опосредованное отрицанием самого себя и это отрицание устойчиво налично                                             | Потреб. стоимость есть как и всякая другая потреб. стоимость. Всякая потреб. стоимость может служить воплощением стоимости, стоимость может проявляться в любой потреб. стоимости. | [ А 13 ]                                                                   |
| Большой виток (капитал)                                                    | Бытие                                                                      | Бытие | Товарное обращение | [ А 14 ]                                                                   |
| Большой виток (капитал)                                                    | Сущность                                                                   | Возникновение сущности | Потребление товара «рабочая сила» | [ А 15 ]                                                                   |
| Большой виток (капитал)                                                    | Сущность                                                                   | Движение сущности | Превращение товара «рабочая сила» | [ А 15 ]                                                                   |
| Большой виток (капитал)                                                    | Сущность                                                                   | Видимость | Постоянный и переменный капитал | [ А 16 ]                                                                   |
| Большой виток (капитал)                                                    | Сущность                                                                   | Рефлексия как отношение видимости самой к себе | Переменный капитал | [ А 17 ]                                                                   |
| Большой виток (капитал)                                                    | Сущность                                                                   | Тождество с различием | Производство абсолютной прибавочной стоимости | [ А 18 ]                                                                   |
| Большой виток (капитал)                                                    | Сущность                                                                   | Разность | Кооперация | [ А 19 ]                                                                   |
| Большой виток (капитал)                                                    | Сущность                                                                   | Противоположность | Мануфактурное производство | [ А 20 ]                                                                   |
| Большой виток (капитал)                                                    | Сущность                                                                   | Противоречие | Машинное производство | [ А 21 ]                                                                   |
| Большой виток (капитал)                                                    | Сущность                                                                   | Основание | Производство абсолютной и относительной прибавочной стоимости | [ А 22 ]                                                                   |
| Большой виток (капитал)                                                    | Сущность                                                                   | Формальное основание | Простое воспроизводство | [ А 23 ]                                                                   |
| Большой виток (капитал)                                                    | Сущность                                                                   | Реальное основание | Превращение прибавочной стоимости в капитал | [ А 24 ]                                                                   |
| Большой виток (капитал)                                                    | Сущность                                                                   | Полное основание | Всеобщий закон капиталистического накопления | [ А 25 ]                                                                   |
| Большой виток (капитал)                                                    | Явление                                                                    | Существование | Кругооборот капитала | [ А 26 ]                                                                   |
| Большой виток (капитал)                                                    | Явление                                                                    | Явление | Оборот капитала | [ А 27 ]                                                                   |
| Большой виток (капитал)                                                    | Явление                                                                    | Существенное отношение | Воспроизводство и обращение всего общественного капитала | [ А 28 ]                                                                   |
| Большой виток (капитал)                                                    | Действительность                                                           | Тождество явления, взятого во всей его полноте, с сущностью, взятой во всей её полноте, или тождество проявления сущности и проявляющейся сущности | Единство процессов капиталистического производства и обращения. | [ А 29 ] [ А 6 ]                                                           |

Движение мысли от непосредственного к сущности как таковой, от неё к явлениям и затем к действительности есть «механизм» восхождения мышления от абстрактного к конкретному. Восхождение, таким образом, совершается не по прямой линии, а по спирали. Философ приходит к выводу, что в логике Гегеля имеется лишь один виток спирали: непосредственное — сущность сама по себе — явление — действительность. В логике «Капитала» наблюдается два витка спирали. Один из них — большой виток. В свою очередь начальный отрезок большого витка спирали сам представляет собой виток спирали того же типа. Следовательно, логика «Капитала» более сложна, чем логика Гегеля. Поскольку для Гегеля предмет логики отождествляется с логикой, и поскольку Гегеля интересует логика вообще, то у него не возникает проблемы логики определённого предмета. Маркс же рассматривает капитализм в качестве исторически определённого развивающегося предмета. Более развитый предмет сохраняет в себе необходимую предпосылку своего возникновения и развития в преобразованном виде и в качестве своего момента.

### Историческое и логическое
Отвечая на вопрос о соотношении исторического и логического метода при изучении предмета познания, Вазюлин отмечал, что первоначально в исследовании уже развившегося предмета превалирует логический способ, а исторический способ функционирует в качестве подчинённого, хотя и необходимого момента. Лишь на последующем этапе познания на передний план начинает выдвигаться исторический способ исследования и изложения. Исследователь должен вначале выделить закономерности развивающегося предмета в чистом виде и только после того он может нарисовать картину их действия через случайности, зигзаги и скачки. Например, историческим способом созданы такие работы К. Маркса, как «18 брюмера Луи Бонапарта», «Классовая борьба во Франции», «Гражданская война во Франции» и ряд других, но их написанию предшествовала формулировка закономерностей материалистического понимания истории в чистом виде.
Так как историческая последовательность не всегда совпадает с логической, то при рассмотрении «зрелого» предмета нельзя руководствоваться исторической последовательностью. «Таким образом, было бы недопустимым и ошибочным брать экономические категории в той последовательности, в которой они исторически играли решающую роль», — писал Маркс. Напротив, логическая последовательность есть вместе с тем и историческая. Логическое воспроизведение предмета является одновременно отображением его истории. Логическая последовательность отображения качественно определённой системы совпадает с последовательностью становления и развития именно и только данной системы. К. Маркс выявляет также и последовательность применения логического и исторического способов. Если имеются налицо различные ступени развития предмета в данном случае общества, то воспроизведение их необходимо начинать с изучения и изложения сторон наиболее развитой ступени. В частности, поэтому К. Маркс начинает исследование общественного развития именно с современного ему буржуазного общества. Наиболее развитая ступень развития даёт возможность более полно изучить все предшествующие ступени. «Анатомия человека — ключ к анатомии обезьяны». Исследование буржуазных экономических отношений давало ключ для понимания всех предшествовавших формаций. Маркс пишет даже, что изучить намёки на высшее в менее развитой формации нельзя, если неизвестно само это высшее. «Наоборот, намёки более высокого у низших видов животных могут быть поняты только в том случае, если само это более высокое уже известно». Следовательно, К. Маркс отвергает возможность полного раскрытия сущности низшего, если неизвестно высшее.
Вопрос о способах (типах) отражения исторического в логическом исследуется Вазюлиным вначале в пределах «большого витка спирали», затем — в рамках «малого витка». В сфере «большого витка» автор насчитывает пять типов теоретических последовательностей (первая, вторая и пятая — логические и в то же время исторические последовательности; третья и четвёртая — только исторические последовательности): товар—капитал; абсолютная — относительная прибавочная стоимость; простая кооперация — мануфактура — машинное производство; капиталистическое накопление как данное — первоначальное накопление; процесс производства капитала — процесс обращения капитала — процесс капиталистического производства, взятый в целом. В области «малого витка спирали» логики «Капитала» К. Маркса В. А. Вазюлин выделяет логическую (полностью совпадающую с исторической) последовательность: простая — развернутая — всеобщая — денежная формы стоимости. По мнению философа, это шестая разновидность способа отражения исторического в логическом.
Э. П. Кирюхов, автор рецензии на «Логику „Капитала“» в «Вестнике МГУ», назвал дискуссионной постановку вопроса о том, что теоретическая последовательность: «простая кооперация — мануфактура — машинное производство» есть историческая последовательность, которая в «Капитале» К. Маркса «фиксируется исключительно в целях логического воссоздания предмета». По мнению рецензента, историю вызревания предмета (капитала) после его возникновения К. Маркс дает в учении об абсолютной и относительной прибавочной стоимости. В целом это историческое исследование содержит несколько уровней логической обработки конкретно-содержательного материала. Первый уровень представлен в виде логической последовательности: «абсолютная прибавочная стоимость — относительная прибавочная стоимость». В свою очередь каждое звено этой теоретической цепи «посажено» на исторический материал, который также логически обработан. «Абсолютная прибавочная стоимость» своим содержанием имеет конкретную историю борьбы пролетариата за нормальный рабочий день, «относительная прибавочная стоимость» — конкретные исторические этапы возникновения крупного капиталистического машинного производства: простую кооперацию, мануфактуру, машинное производство. Учение Маркса о простой кооперации, мануфактуре, машинном производстве есть второй уровень логической обработки исторического материала, представленный в «Капитале» в виде теоретической последовательности: «простая кооперация — мануфактура — машинное производство». Это логическая и вместе с тем историческая цепь, поскольку каждое её звено имеет под собой в качестве основания конкретную логически обработанную экономическую историю. Рецензент отмечал, что «с В. А. Вазюлиным можно согласиться в том, что теоретическая последовательность „простая кооперация — мануфактура — машинное производство“ служит целям доказательства теоретических звеньев общей логической последовательности предмета (капитала). Однако считать обсуждаемую логическую последовательность только исторической значит упускать из виду наличествующее в ней единство исторического и логического». Той же точки зрения придерживался другой рецензент, В. В. Куликов, который отмечал, что неверно полагает Вазюлин, будто простая кооперация и мануфактура с переходом к машинному производству исчезают бесследно. На развитой стадии капитализма они сохраняются не в меньшей степени чем абсолютная прибавочная стоимость (фабрика — это основанная на машинной технике кооперация с внутренним разделением труда). «Во-вторых, — отмечал Куликов, — у Вазюлина имеется склонность разграничивать логические последовательности, исходя из смысловой нагрузки категорий. Между тем, логическое это особый метод познания конкретного целого и потому только с точки зрения логических приемов анализа изучаемого объекта и следует различать логические последовательности. Ну, а в данном отношении все выше рассмотренные последовательности однопорядковы, ибо во всех указанных случаях мы имеем дело с одним и тем же — с вычленением из развитого явления простых его состояний».

### Восхождение от хаотического к конкретному
Вопрос восхождения от стадии хаотического познания к абстрактному знанию стал той проблемой, в которой проявились расхождения Вазюлина и Ильенкова:

Ещё тогда, когда Ильенков был аспирантом и начал вести спецкурс, и мы, пятикурсники (в числе их были В. А. Лекторский, Г. С. Батищев, нас было меньше семи человек), пришли на спецкурс, у меня возник вопрос по поводу высказывания К. Маркса о том, что единственно правильным в научном отношении методом является метод движения от простейших отношений к сложным, то есть метод восхождения от абстрактного к конкретному.

Сам Вазюлин полагал, что начальным этапом познания является организация хаотических представлений и восприятий, которая происходит в соответствии с некоторой определённой потребностью в познании исследуемого объекта. По мере продвижения от сложного к простому от хаотического представления о целом к абстрактному познающий строит сначала догадку, затем гипотезу, а это всё есть движение, противоположное движению от хаотического представления о целом к абстрактному, от сложного к простейшему. Таким образом на этом отрезке познания движения познания происходит в противоположных направлениях (от простейшего к сложному и от сложного к простейшему).
То же самое происходит и на отрезке восхождения от абстрактного (простого) знания к конкретному (сложному). Однако если на первом отрезке пути (от хаотического представления о целом к абстрактному) доминировал анализ, а синтез играл подчинённую роль, то на втором пути (движение от абстрактного к конкретному) синтез играет доминирующую роль, но и анализ не исчезает совсем, а осуществляется в единстве с синтезом. Имеют место, опять-таки, противоположные движения познания, осуществляющиеся во внутреннем единстве друг с другом. Таким образом, заключает Вазюлин, если недооценивать (или совсем устранять, не придавать этому научного значения) движение от хаотического представления к абстрактному, как это делал Ильенков, это значит устранить одно из противоположно направленных движений. Это значит также недооценить или не понять совсем диалектики этого процесса.

### Логика истории
В следующей крупной монографии «Логика истории» (1988 год), Вазюлин применяет свою модель спиралевидного развития к человеческой истории в целом. Учёный отмечал, что вплоть до настоящего времени общее в истории человечества рассматривается как выделенная путём сравнения различных стадий некая неизменная одинаковость. Так понимаются производство вообще, распределение вообще, потребление вообще, обмен и обращение вообще, производительные силы вообще, производственные отношения вообще. Производительные силы как таковые, производственные отношения как таковые, диалектика их как таковая, способ производства (единство производительных сил и производственных отношений) как таковой и т. д. воспринимаются в качестве неизменных. В рамках своего подхода Вазюлин отстаивал необходимость признать изменение, развитие в истории не только отдельного, единичного, особенного, но и общего. Другими словами, периодизация истории должна осуществляться в соответствии с изменяющимся, развивающимся основанием периодизации. Например, если К. Маркс во «Введении к экономической рукописи 1857—1858 годов» анализирует общее отношение производства, потребления, распределения, обмена и обращения: это на самом деле не просто выделенное путём сравнения общее, но общее, которое несёт на себе неизгладимую печать капиталистического этапа развития.
Членение истории на общественно-экономические формации по способу производства, по мнению Вазюлина, правомерно, но односторонне. Поскольку способ производства есть сущность (внутреннее) общества, а внутреннее, сущность, не существует без внешнего, без внешнего внутреннее, сущность, уже не предстаёт для познающего внутренним, сущностью, то периодизация истории должна происходить на основе единства внутреннего и внешнего, существенного и несущественного и т. д., то есть по стадиям процесса развития, как единство природного (в том числе биологического) и социального, как процесс возникновения социального из природного и преобразования природного социальным. В противном случае неизбежно недооценивается, недостаточно верно понимается роль природного (в том числе биологического) в обществе и в истории общества. Природное (в том числе биологическое) признаётся как факт, и признаётся также взаимодействие природы и общества, однако природное (в том числе биологическое) не включается органически в целостное, систематическое понимание общества и его истории. При этом Вазюлин не отрицал тот факт, что уровень производительных сил обуславливает ступень развития общества. Так, коммунизм он представлял как общество, в котором будет преодолено главное противоречие капитала (противоречие между накопленным мёртвым трудом и живой рабочей силой) и для материально-технической базы которого будет характерна комплексная автоматизация, производство автоматов автоматами. Ступень комплексной автоматизации производства автоматов автоматами предполагает возможность гибкой перестройки с производства одного вида продукции на другой, способности к производству количества продукции, намного превышающие таковые способности неавтоматизированного производства. Процесс автоматизации производства, в представлении Вазюлина, неотделим от преодоления пропасти между физическим и интеллектуальным трудом, а также влечет за собой преодоление отчуждения труда, поскольку человек в коммунистическом обществе сможет жить и творить для себя и людей, а не для товаров и удовлетворения потребностей.

### Необходимость снятия марксизма
Вазюлин, являясь марксистом и разделяя все основные положения марксизма, на склоне лет активно отстаивал мнение, что существует историческая необходимость снятия марксизма. Философ полагал, что сам метод познания, применённый Марксом, категории, которые он использовал были исторически ограниченными, были применены с позиций отрицания капитализма. Самые общие истматовские категории, такие как «производительные силы», «производственные отношения» и другие, по мнению учёного, всегда воспринимались как постоянные, неподдающиеся изменениям, но на самом деле они обнаруживают свою изменчивость и свою роль в историческом процессе. Новый этап в развитии философии, по мнению Вазюлина, должен был наступить вместе с переходом к коммунизму. Так, например, формации у Маркса рассматриваются с точки зрения капитализма, отрицания капитализма. Однако формации не могут рассматриваться только, или даже главным образом, с точки зрения отрицания капитализма уже потому, что это процесс, выходящий за рамки отрицания капитализма. Потому что, говоря языком Маркса, есть подлинно человеческая история и её предыстория. Она вполне может быть понята только в том случае, если мы не ограничимся её рассмотрением с точки зрения отрицания капитализма, а рассмотрим всю историю человечества, подходя к коммунизму как к продукту всей человеческой истории. Иначе мы не поймём коммунизма в достаточной степени.

## Оценка вклада и влияние
Несмотря на то, что Вазюлин несколько десятилетий преподавал на ведущем философском факультете ведущего вуза СССР и России его работы сразу после публикации не привлекли широкого внимания научного сообщества в СССР. Объясняя причины такого невнимания к самой первой монографии Вазюлина, «Логике „Капитала“» , В. Г. Голобоков давал такое пояснение:

Почему же книга В. А. Вазюлина не отзвенела сенсацией? Ведь именно в тот период, в шестидесятые семидесятые годы, как никогда раньше, впрочем, и как никогда позже, не был так велик интерес обществоведов к классическому труду марксизма. <…> [К началу 60-х гг.] назрел кризис советского марксистского обществоведения: официально провозглашенная доктрина ничем не могла помочь в познании существовавшей реальности. Глубокий исследовательский интерес был вытеснен формализмом и доктринерством. В этих условиях «Логика…» В. А. Вазюлина ученым миром была воспринята как ещё одна абстрактно-схоластическая попытка порассуждать на излюбленную, а с течением времени и изрядно поднадоевшую тему, да ещё с помощью темного, «гегельянского» языка. Те же представители ученого мира, которые чувствовали, что
книга В. А. Вазюлина есть нечто большее, чем ещё одна абстрактно-субъектная схема, но не осознавая, что же такое это «нечто», доброжелательно «советовали» автору продолжать разрабатывать её таким образом, чтобы «гегельянский» язык заменить современной общедоступной лексикой.

Тем не менее, «Логика „Капитала“» сразу после своего выхода привлекла внимание западных исследователей. Американский советолог, специалист в советской философии Томас Блейкли (Thomas J. Blakeley) отмечал, что при прочтении работы вначале складывается представление, что автор механически переносит категории «Логики» Гегеля на «Капитал» Маркса, но очень скоро становится понятным, что Вазюлин абсолютно чётко понимает, чем является «Наука логики», и столь ясное понимание не встречается ни среди советских философов, ни среди зарубежных. В заслугу Вазюлину Блейкли ставит то, что автор «Логики „Капитала“» искренне интересуется как сходством, так и отличием в логике Гегеля и Маркса.
Владимир Миронов в одном из своих интервью отмечал, что Вазюлин тяжело переживал распад Советского Союза: «у него после крушения советской системы возникли серьёзные обиды, и он замкнулся в круге своих учеников и почитателей». В книге «Маркс сегодня» Марчелло Мусто утверждал, что школа Вазюлина в настоящее время (2013 год) не имеет большого количества сторонников в России, однако она процветает в Университете Крита, где базируются его греческие студенты.

## Политические и идеологические взгляды
На протяжении всей своей сознательной жизни Вазюлин оставался убеждённым коммунистом. По воспоминаниям современников, он тяжело переживал распад Советского Союза, однако крушение державы не повлияло на его научные и идеологические взгляды. На склоне лет Вазюлин поддерживал РКРП и выступал решительно против КПРФ во главе с Зюгановым.

## Работы Вазюлина
Книги
- Вазюлин В. А. Логика «Капитала». — М. : Изд-во МГУ, 1968. — 295 с.
- Вазюлин В. А. Становление метода научного исследования К. Маркса (логический аспект). — М. : Изд-во МГУ, 1975. — 222 с.
- Вазюлин В. А. Диалектика исторического процесса и методология его исследования. — М. : Знание, 1978. — 64 с.
- Вазюлин В. А. Логика истории. Вопросы теории и методологии. — М. : Изд-во МГУ, 1988. — 328 с.

Статьи в журналах и сборниках
- Вазюлин В. А. За исторический подход к проблеме исторического и логического // Научные доклады высшей школы. — 1963. — № 2. — С. 139—149. — (Философские науки).
- Вазюлин В. А. К вопросу о механизме развития теоретического познания // Вестник Московского университета. Сер. 8. Экономика, философия. — 1964. — № 2. — С. 48—59.
- Вазюлин В. А. Противоречие и его отображение в «Капитале» Карла Маркса // Философские проблемы «Капитала» Карла Маркса. — М. : Изд-во МГУ, 1968. — С. 41—81.
- Вазюлин В. А. Проблема исследования противоречия в «Капитале» К. Маркса // Вестник Московского университета. Сер. 8, Философия. — 1968. — № 2. — С. 32—40.
- Вазюлин В. А. Философские проблемы «Капитала» К. Маркса и их разработка в нашу эпоху : [Рец. на кн.: «Капитал» К. Маркса. Философия и современность. М. : Наука, 1968] // Философские науки. — 1969. — № 4. — С. 158—162. — (Научн. доклады высш. школы).
- Вазюлин В. А. Методологическая роль проблемы исторического и логического в конкретных науках // Методологические проблемы современной науки. — М. : Изд-во МГУ, 1970.
- Вазюлин В. А. Роль Ф. Энгельса в подготовке открытия материалистического понимания истории // Вестн. Моск. ун-та. Сер. 8,  Философия. — 1970. — № 6. — С. 3—12.
- Вазюлин В. А., Макаревич Г. А. Материалистическое переосмысление К. Марксом гегелевской концепции отчуждения : [по Экономическо-философским рукописям 1844 года, материалы научно-теоретической конференции] // Проблемы диалектического материализма. — М. : Изд-во МГУ, 1971. — С. 218—229.
- Вазюлин В. А. Марксов анализ механизма социальной обусловленности логики Гегеля // Философские науки. — 1971. — № 2. — С. 122—129. — (Научн. доклады высш. школы).
- Вазюлин В. А. Система диалектической логики в «Капитале» К. Маркса // Вестн. Моск. ун-та. Сер. 8, Философия. — 1971. — № 3. — С. 19—27.
- Вазюлин В. А. [Выступление-обсуждение доклада профессора В. Н. Черковца «Основной экономический закон социализма»] // Вестн. Моск. ун-та. Сер. 7, Экономика. — 1974. — № 3. — С. 75—76.
- Вазюлин В. А. Вопросы теории общественно-экономических формаций в трудах К. Маркса: исторический аспект // Вестн. Моск. ун-та. Сер. 7, Философия. — 1983. — № 2. — С. 14—24.
- Вазюлин В. А. Развитие В. И. Лениным теории общественно-экономической формации // Теория общественно-экономической формации. — М., 1983. — С. 44—57.
- Вазюлин В. А. Современное методологическое значение «Капитала» К. Маркса // Теоретическое наследие Карла Маркса и современность. — Калининский гос. университет, 1984. — С. 98—106.
- Вазюлин В. А. Рассудочное и разумное мышление в развитии познания // Марксистско-ленинская диалектика : [в 8 кн.]. — М. : Изд-во МГУ, 1985. — Кн. 3 : Диалектика процесса познания. — С. 173—197.
- Вазюлин В. А. Проблемы материалистического понимания истории в работе Ф. Энгельса «Происхождение семьи, частной собственности и государства» // Вестн. Моск. ун-та. Сер. 7, Философия. — 1985. — № 2. — С. 41—44.
- Вазюлин В. А. Система логики Гегеля и система логики в «Капитале» К. Маркса // Вестн. Моск. ун-та. Сер. 7, Философия. — 1985. — № 6. — С. 14—24.
- Вазюлин В. А. Восхождение от абстрактного к конкретному // Марксистско-ленинская диалектика : [в 8 кн.]. — М. : Изд-во МГУ, 1986. — Кн. 2 : Диалектическая логика. — С. 190—199.
- Вазюлин В. А. Противоположность, Противоречие, Различие, Труд // Философский словарь / И. Т. Фролов. — М., 1986.
- Вазюлин В. А. [Выступление] (Плюрализм в социалистическом обществе: пути утверждения в условиях перехода: Круглый стол) // Вестн. Моск. ун-та. Сер. 12, Теория научного коммунизма. — 1988. — № 6. — С. 27—28.
- Вазюлин В. А. [Выступление] // Вести. Моск. ун-та. Сер. 12, Теория научного коммунизма. — 1989. — № 4. — С. 21—23.
- Вазюлин В. А. Наши социал-демократы и К. Маркс // Вестн. Моск. ун-та. Сер. 12, Теория научного коммунизма. — 1990. — № 1. — С. 66—70.
- Вазюлин В. А. [Выступление: Марксизм: проблемы, противоречия, перспективы: Университетская трибуна] // Вестн. Моск. ун-та. Сер. 12, Социально-политические исследования. — 1990. — № 6. — С. 48—55.
- Вазюлин В. А. Неизбежность коммунизма // Экономические науки. — 1990. — № 9. — С. 123—128.
- Вазюлин В. А. Чем грозит стране школа безработицы Г. Х. Попова // Правда. — 1991. — № 12 (26460) (14 января).
- Вазюлин В. А. О социальной философии истории // Социологические исследования. — 1992. — № 12. — С. 90—98.
- Вазюлин В. А. Не рано ли сдавать Маркса в музей древностей? // Яснополянский вестник. — 1993. — № 5. — С. 3.
- Вазюлин В. А. Проблема достоинства человека в трудах К. Маркса и её парадоксы // Этика прав человека : Материалы международной конференции / МГУ им. М. В. Ломоносова. — Тула, 1994. — № 5. — С. 60—64.
- Вазюлин В. А. Наш человек мёртв. Он кукла // /Газета «Трудовая Россия». — 1995. — № 11 (26460) (14 января).
- Вазюлин В. А. Большой проект Г. А. Зюганова с точки зрения марксиста : [О Манифесте НПСР] // Марксизм и современность. — 1999. — № 1—2 (13—14).
- Вазюлин В. А. Большой проект Г. А. Зюганова с точки зрения марксиста : [О Манифесте НПСР] // Марксизм и современность. — 2013. — № 1—2 (51—52).
- Вазюлин В. А. Об основной направленности исторического процесса // Марксизм и современность. — 2000. — № 1 (75).
- Вазюлин В. А. Об основной направленности исторического процесса // Марксизм и современность. — 2001. — Спец. вып. 30. — С. 27—44. — (История и личность).
- Вазюлин В. А. Ещё раз о большом проекте Г. А. Зюганова (с точки зрения марксиста) // Марксизм и современность. — 2001. — № 3—4 (20—21).
- Вазюлин В. А. Предисловие и Введение ко 2-му изданию «Логики „Капитала“ Карла Маркса» // Марксизм и современность. — 2003. — № 1—2 (24—25).
- Вазюлин В. А. Об альтернативности истории // Марксизм и современность. — 2004. — № 1 (26—27).
- Вазюлин В. А. О необходимости диалектического снятия классической исторической формы марксизма // Марксизм и современность. — 2005. — № 1—2 (31—32).
- Вазюлин В. А. Ещё раз о диалектическом снятии марксизма // Марксизм и современность. — 2006. — № 2 (35—36).
- Вазюлин В. А. Логика истории взаимодействия морали и политики // Марксизм и современность. — 2006. — № 4 (38).
- Вазюлин В. А. Обращение к представителям греческих кружков по изучению революционной теории // Дополнение к 3-му изд. «Логики Истории». — 2006. — № 4 (38).